# The Prairie Wife
The Prairie Wife è un film del 1925 diretto da Hugo Ballin.
Prodotto nel 1924 (nelle sale dal febbraio 1925), uscito negli USA il 23 febbraio 1925, il film è interpretato dall'attore britannico Gibson Gowland nei panni di un brutale uomo del west e da Dorothy Devore. In un ruolo minore, appare anche Boris Karloff.

## Produzione
Il film fu prodotto dall'Eastern Productions e dalla Metro-Goldwyn Pictures Corporation

## Distribuzione
Distribuito dalla Metro-Goldwyn Pictures Corporation, il film uscì nelle sale cinematografiche USA il 23 febbraio 1925. Venne distribuito in Finlandia il 30 agosto 1926.
Il film viene considerato perduto.